# Marie Šťastná

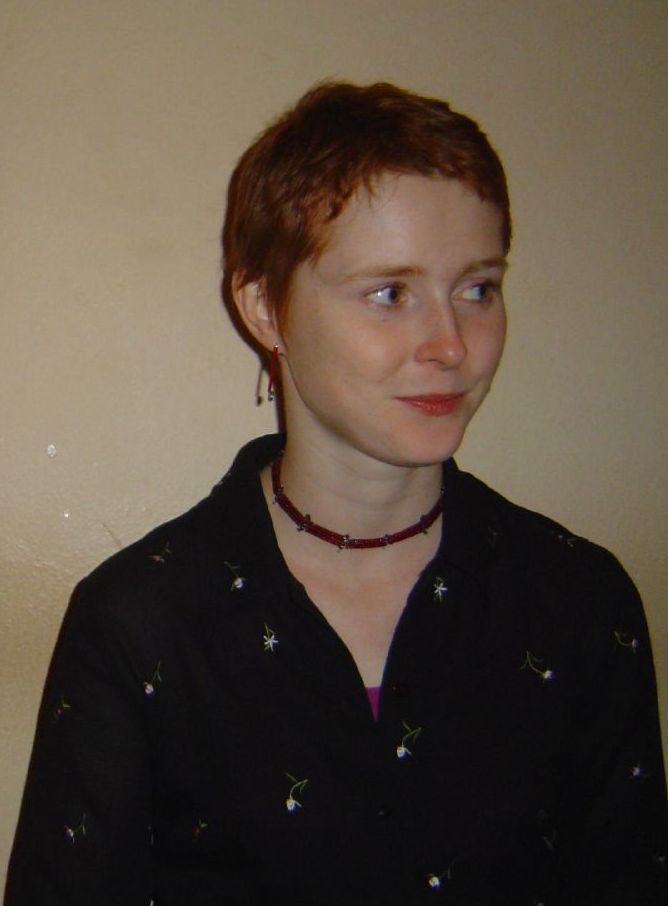
Marie Šťastná (2005)

Marie Šťastná (* 6. April 1981 in Valašské Meziříčí) ist eine tschechische Lyrikerin.

## Leben
Marie Šťastná studierte Kunstgeschichte und später auch Kulturgeschichte an der Universität Ostrava.
Für den Gedichtband Krajina s Ofélií wurde sie im Jahr 2004 mit dem Jiří-Orten-Preis ausgezeichnet, der jährlich an tschechisch schreibende Autorinnen und Autoren unter 30 verliehen wird. Im Jahr 2010 war sie Preisträgerin des Dresdner Lyrikpreises.
Marie Šťastná lebt in Prag. Neben ihrer Tätigkeit als Lyrikerin widmet sie sich auch dem Schmuckdesign.

## Werke
- Jarním pokrytcům (Den Frühlingsheuchlern). Unarclub, Hranice 1999, ISBN 80-238-9314-9.
- Krajina s Ofélií (Landschaft mit Ophelia). Klub rodáků a přátel Kutné Hory, Kutná Hora, ISBN 80-239-3086-9.
- Akty (Akte). Protis, Prag 2006, ISBN 80-85940-80-9.
- Interiéry (Interieurs). Host, Brünn 2010, ISBN 978-80-7294-361-6.
- Wenn das Wasser kocht. Anthologie. Hochroth, Leipzig 2018, ISBN 978-3-903182-21-9 (übersetzt von Julia Miesenböck).
- Štěstí jistě přijde. Host, Brünn 2019, ISBN 978-80-7577-829-1.
- Vtáčení. Odeon, Prag 2022, ISBN 978-80-207-2094-8.